# Motyw wędrowny
Motyw wędrowny (obiegowy) – motyw najczęściej występujący w literaturze, wspólny dziełom różnych autorów i epok literackich, łatwo rozpoznawany przez czytelników. Obecność motywów wędrownych jest cechą charakterystyczną utworów wywodzących się z kultury ludowej (baśń, bajka, ballada, legenda) oraz należących do tzw. kultury popularnej (powieść kryminalna, love story).
W literaturze pięknej motyw literacki jest jednostką poddaną prawu powtórzenia i reinterpretacji, tzn. występuje w utworze w dwóch aspektach: schematycznym – jako element wspólny pewnej klasie dzieł (najczęściej są to realizacje tego samego gatunku literackiego czy odmiany gatunkowej), np. motyw Arkadii w 
sielance, motyw zdradzonej miłości w balladzie romantycznej, motyw złej siostry w baśni; i indywidualnym – jako jednorazowa i specyficzna dla danego utworu lokalizacja obiegowego motywu w świecie przedstawionym. W tym znaczeniu motyw jest czynnikiem wiążącym utwór z obszarem tradycji literackiej, odsyłającym do innych dzieł tworzących wspólnotę na podstawie realizacji tego samego motywu.
Wprowadzenie do dzieła skonwencjonalizowanego motywu, polegającego na jego powtórzeniu oraz przyswojeniu w sposób nieoryginalny i wtórny (tzn. bez elementu interpretacji), powoduje znaczne obniżenie wartości artystycznej utworu.